# Wimbachtal

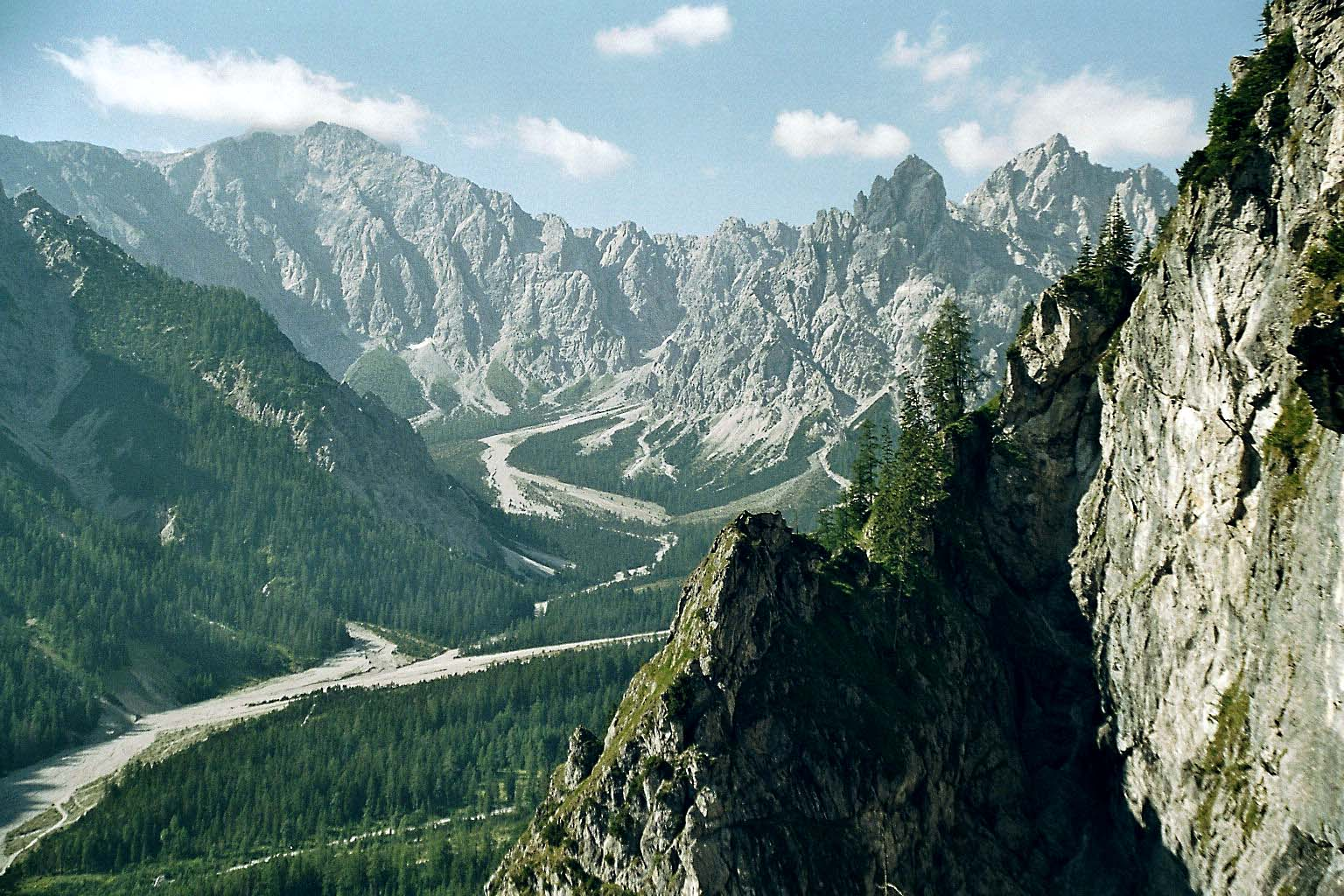
Wimbachtal mit Palfelhörnern

Das Wimbachtal ist ein mehr als 10 km langes Hochtal der Berchtesgadener Alpen im Zentrum des Nationalparks Berchtesgaden in der Gemeinde Ramsau. Zwischen Watzmann im Osten und Hochkalter im Westen gelegen, beginnt das Tal unterm Pass Trischübel (1774 m) zwischen Watzmann und Steinernem Meer und zieht recht bald beständig in nordöstlicher Richtung.

## Geographie und Geologie

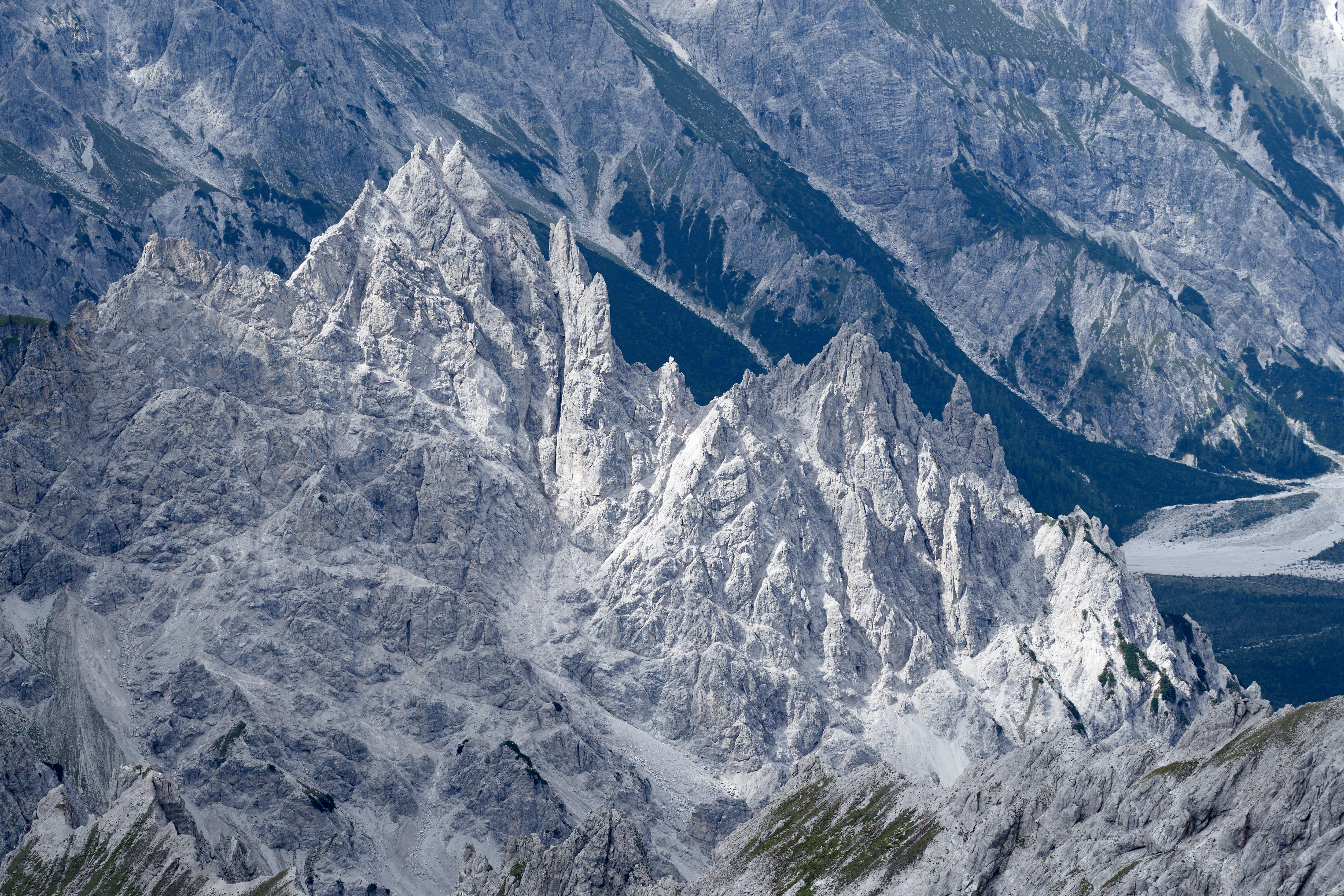
Aus dem Bereich des Großen und des Kleinen Palfenhorns stammt der Großteil des Schutts, der das Wimbachtal aufschottert.

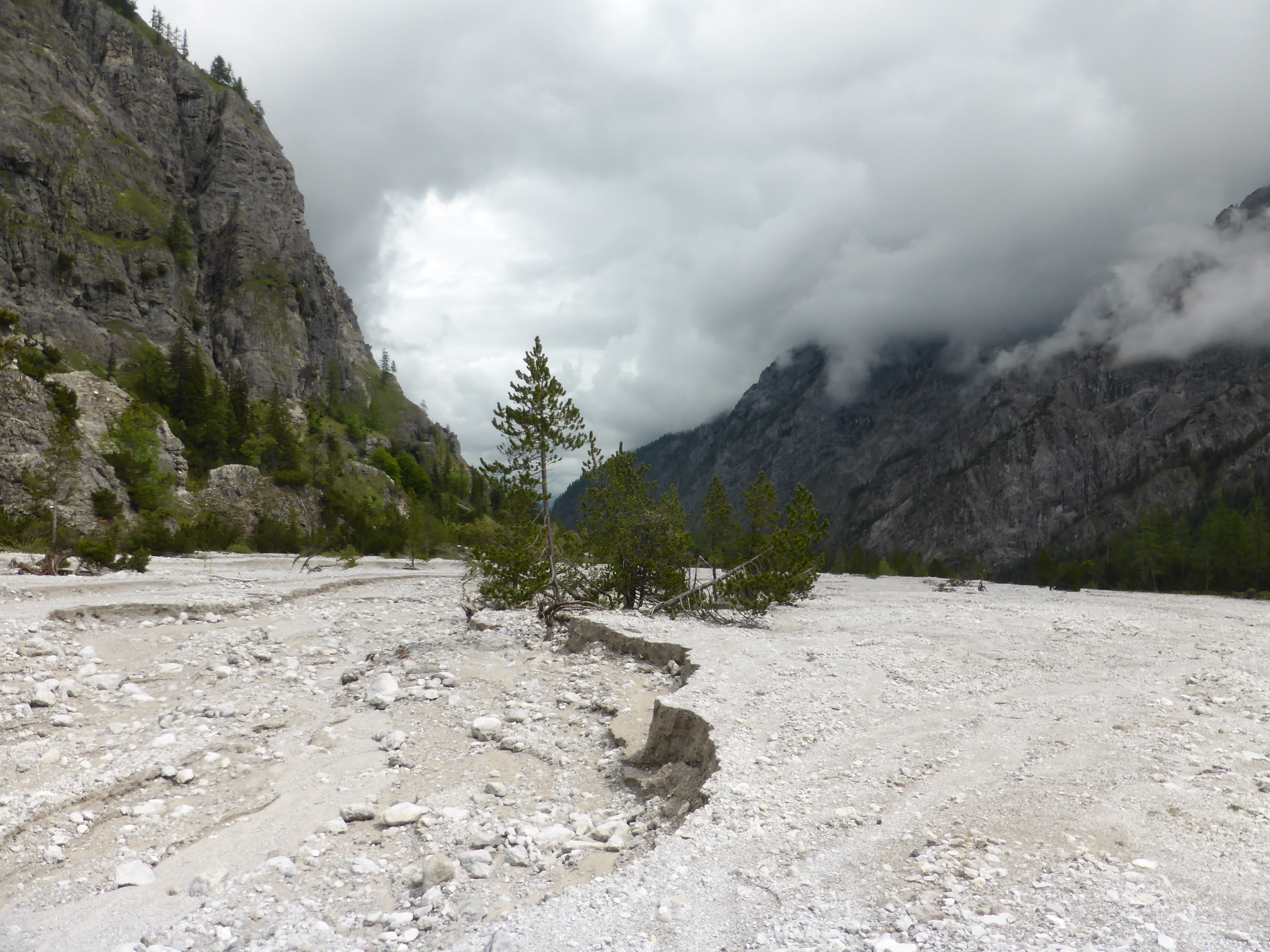
Wimbachgries, oberer Teil der Schuttströme

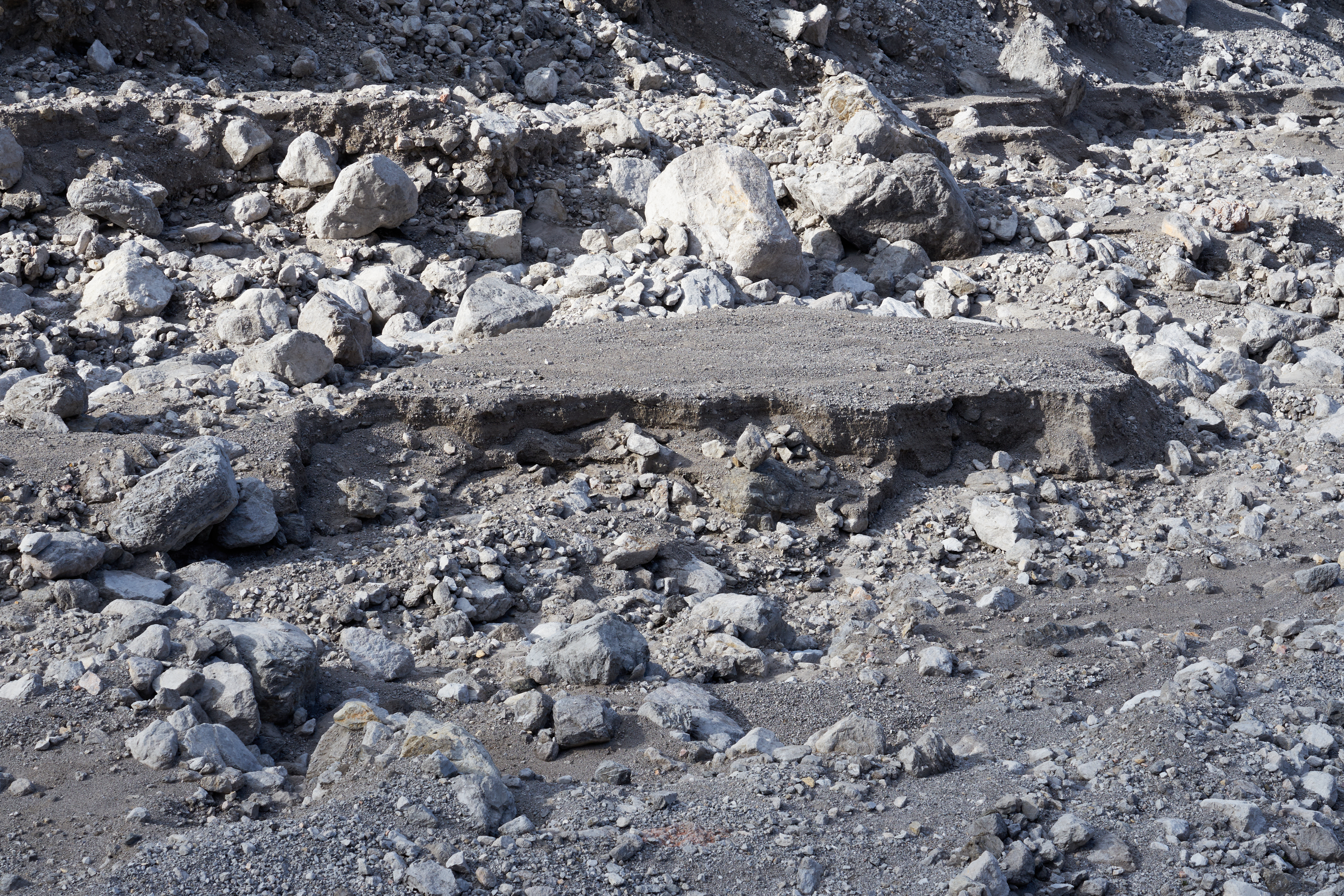
Ausgangs des Loferer Seilergrabens wird die Schuttfläche des Wimbachgrieses häufig umgestaltet.

Charakteristisch für das Wimbachtal sind riesige Schuttströme, deretwegen der obere Teil des Tales auch Wimbachgries genannt wird. Oben am Talschluss sind sie gut 1,5 km breit. Das Verwitterungsmaterial zieht aus dem Gebiet der Palfenhörner herunter. Der Schutt ist unter dem Einfluss der Schwerkraft ständig, aber kaum  merklich in Bewegung. Nach Starkregenfällen können größere Materialverfrachtungen beobachtet werden.
Das Wimbachtal entwässert über den namengebenden Wimbach. Im oberen Tal bestimmen die gewaltigen Schuttströme das Bild. Dort entstehen Zuflüsse oberirdisch, versickern dann aber im Lockermaterial und vereinen sich unterirdisch. Der Bach entspringt bei trockener Witterung auf etwa 800 m ü. NHN in mehreren eng beieinander liegenden Quellen aus dem Schutt, weniger als drei Kilometer vor der Mündung. Eine gefasste Seitenquelle dient der Wasserversorgung für einen Großteil der Bevölkerung im Süden des Landkreises Berchtesgadener Land. Im unteren Abschnitt verläuft der Wimbach durch die sehenswerte Wimbachklamm. Wenige hundert Meter, nachdem er diese verlassen hat, mündet er im Bereich der Ramsauer Siedlung Wimbachbrücke von rechts in die Ramsauer Ache.
Während der Eiszeiten schürften Gletscher das Tal aus und vertieften es. Die Felssohle liegt heute mehr als 300 Meter unter der Oberfläche der den Talgrund ausfüllenden Schuttströme. Vor seiner Aufschotterung war das Wimbachgries vermutlich von einem See erfüllt. Anders als beim Königssee jenseits des Watzmanns, der von festerem Dachsteinkalk umgeben ist, bot der Ramsaudolomit im Bereich des Wimbachtales der Erosion weniger Widerstand.

## Biologie
Eine botanische Besonderheit im Tal ist die Spirke, eine aufrecht stehende Bergkiefernart. Sie kommt ansonsten fast ausschließlich in den Westalpen vor, ist aber auch hier im Wimbachtal häufig anzutreffen.

## Stützpunkte
Das Gasthaus Wimbachschloss auf 937 m Seehöhe ist von Anfang Mai bis Allerheiligen geöffnet. Es ist in etwa einer Stunde vom Parkplatz Wimbachbrücke aus zu erreichen. Das Gasthaus ist nur auf Tagesgäste eingerichtet und bietet keine Übernachtung an.
Die Wimbachgrieshütte, 1327 m, ist eine in der Sommersaison voll bewirtschaftete, private Naturfreundehütte mit Übernachtungsmöglichkeit. Sie kann vom Wimbachschloss aus in einer Stunde Wanderzeit erreicht werden. Die Hütte bietet sich auch als Stützpunkt für Watzmann-Touren an, denn der Abstieg von der Watzmann-Südspitze führt nach einer Watzmannüberschreitung oder einem Ostwanddurchstieg ins Wimbachgries.

## Mögliche Touren

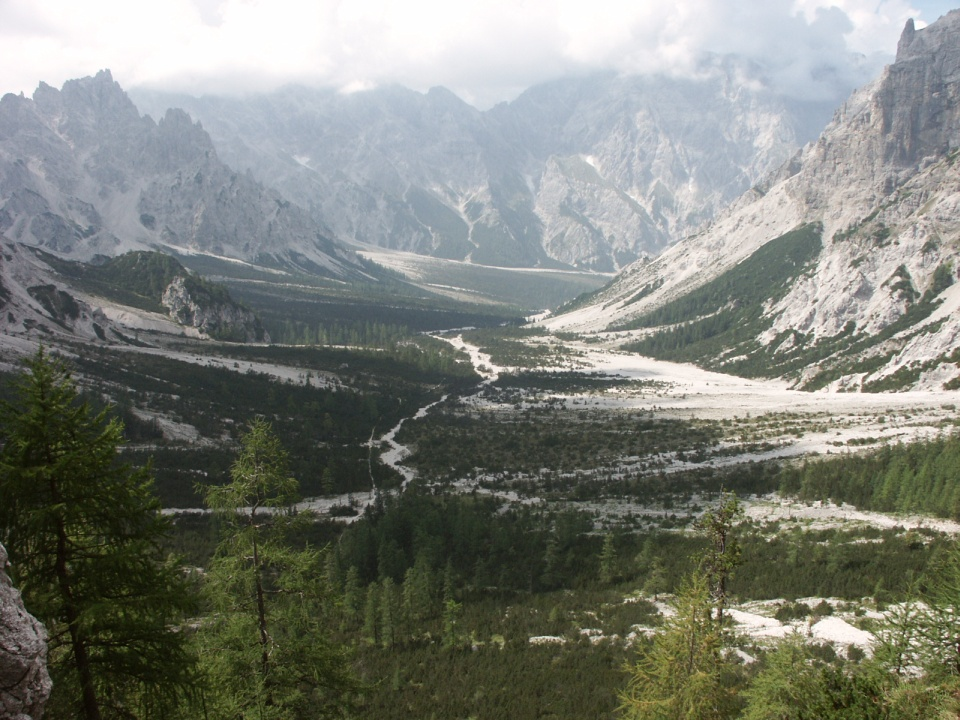
Blick vom Trischübel auf das obere Wimbachgries

Am einfachsten gelangt man ins Tal vom Ramsauer Ortsteil Wimbachbrücke auf einer Höhe von ca. 630 m.
In etwa vier Stunden ist ab der Grieshütte über Trischübel und die Sigeretplatte St. Bartholomä am Königssee zu erreichen. Vom Pass Trischübel aus kann in zusätzlich etwa zwei Stunden der Hirschwieskopf (2114 m) bestiegen werden, von wo sich ein Einblick in die 1800 Meter hohe Watzmann-Ostwand und den jäh zur Watzmann-Südspitze ansteigenden Grat der Schönfeldschneid bietet.
Kurz oberhalb des Wimbachschlosses zieht rechts ein Steig durch den Schlossgraben zur Hochalmscharte (1599 m). Über die Hochalm und Eisbodenscharte (2049 m) kann die Schärtenspitze (2153 m) bestiegen und von dort ins Blaueiskar zur Blaueishütte abgestiegen werden.
Vom Wimbachtal aus ist über den Pass Trischübel unschwierig auch der Aufstieg zum Steinernen Meer, zum Kärlingerhaus am Funtensee oder zum Ingolstädter Haus am Großen Hundstod möglich. Die Hütten sind während der Sommersaison bewirtschaftet. Allerdings wurde der Steig zwischen Wimbachgrieshütte und Trischübel nach einem großen Felssturz am 5. August 2025 im Bereich des Banngrabens unterhalb des Hirschwieskopfes zerstört und ist nicht mehr begehbar. Es drohen weitere Felsabgänge. Daher ist der Übergang von der Hütte zum Pass bis auf Weiteres nicht möglich.
Die im Berchtesgadener Land als Große Reibn bekannte Skitour endet mit einer Abfahrt durch das Wimbachtal.
Das gesamte Tal ist für Mountainbiker gesperrt.